# Luigi Pareyson
Luigi Pareyson (Piasco, 4 de fevereiro de 1918 — Milão, 18 de setembro de 1991) foi um filósofo italiano do século XX.

## Vida
Desde muito cedo, Pareyson demonstrou grande inclinação para a reflexão e escrita filosófica. Concluiu sua licenciatura em 1939 na Universidade de Turim, sob orientação de Augusto Guzzo, com a tese "Karl Jaspers e a Filosofia da Existência".
Ao longo da sua vida, destacou-se também por sua atividade política. Participou na resistência antifascista italiana e integrou o Partito d'Azione.
Lecionou na Universidade de Turim e na Universidade Nacional de Cuyo, em Mendoza, Argentina.
Alguns de seus alunos se tornaram famosos, como Gianni Vattimo, Umberto Eco e Mario Perniola.

## Obra
A obra de Pareyson está ligada à Filosofia da Existência, à Hermenêutica, à Filosofia da Religião e à Estética. Foi também um importante crítico do Idealismo Alemão (Fichte, 1950; Schelling, 1975).
Desde cedo, sua atenção  voltou-se para os problemas da Filosofia da Existência, especialmente a de inspiração alemã, dedicando-se particularmente a avaliar as consequências da queda do sistema hegeliano tal como foi conduzida por Kierkegaard, acentuando o papel e o lugar da pessoa no seio da existência, o que inclui um vínculo essencial com a divindade.
A reflexão de Pareyson esforça-se por não desembocar nem no pessimismo, comumente associado ao existencialismo, nem tão pouco em um optimismo. Estas são apenas categorias psicológicas que encobrem o fundo e as implicações ontológicas da situação de cada homem no mundo. Por isso, o próprio Pareyson categorizou a fase inicial do seu pensamento como um "existencialismo personalista" ou "personalismo ontológico".

### Hermenêutica
Muito importante ao longo de todo o seu percurso é o lugar da Hermenêutica. Para Pareyson, a única forma de entrar em contacto com a verdade é através da interpretação. Mas esta sua hermenêutica não é concebida como método particular de leitura de textos. Ela é, antes de mais, uma abordagem da pessoa à própria existência, o que implica uma alteração da experiência humana, levando-a aos domínios de uma experiência religiosa. Só no interior da experiência religiosa, segundo Pareyson, é possível proceder a uma investigação acerca da incomensurabilidade da existência e, aí sim, também através da interpretação do texto, especialmente do texto do mito. É assim que se chega àquilo que Pareyson chama de "ontologia do inexaurível".
Entendida desta forma, a hermenêutica envolve a totalidade da pessoa no momento da interpretação. Pareyson chama "pensamento trágico" ao modo como o ser humano toma um contacto profundo com a sua realidade existencial, ou seja, com a sua situação no mundo. O domínio cultural e textual no qual melhor se expressa a verdadeira natureza da existência e do homem é, segundo ele, o cristianismo. Por esta razão é possível considerar Pareyson um filósofo cristão e principalmente porque o seu pensamento obriga a repensar o próprio cristianismo.

### Estética e Filosofia da Arte
Também as suas idéias estéticas se desenvolvem a partir da Hermenêutica e do conceito de interpretação. Segundo Pareyson, a obra de arte é um objecto "em construção", já que desde o seu início, mesmo antes de tomar forma física e existindo apenas enquanto vontade "informe" de criação, ela já entra em um processo interpretativo por parte do artista. Essa interpretação continua em todos os estágios da sua existência e da sua permanência no mundo, defronte a cada ser humano que entre em contacto com a obra. A obra define-se exatamente nessa presença em face a uma interpretação. Quando a obra não é pensada, relacionada, discutida, ela deixa de ser obra. Assim, Pareyson define a sua Estética como um "teoria da formatividade". A obra está em permanente "formação".

### Ontologia da Liberdade - mal e sofrimento
A Ontologia da Liberdade constitui a maturidade filosófica plena de Pareyson e é também o título do seu magnum opus, publicado postumamente.
Pareyson procede a uma reflexão acerca da liberdade, pensando-a não como uma faculdade humana, mas como aquilo que está "no coração da realidade". O próprio ser é o resultado de uma escolha perante duas possibilidades: o ser ou o não-ser. A decisão é feita por um acto de dádiva divina, mas não como se um ser demiúrgico se colocasse defronte a uma alternativa e decidisse: é a simultaneidade da escolha com a alternativa que define Deus e que auto-origina a existência:
" A liberdade é o acto da escolha que é a escolha de um acto".
Como consequência, Deus e toda a realidade têm na sua origem não só o ser como também o nada, não só o positivo como também o negativo. E é essa negatividade que a humanidade, através de um acto de liberdade, reavivou provocando a queda do paraíso e da eternidade, "manchando" a criação com a história temporal, onde todos estamos e onde tanto o mal como o bem (negatividade e positividade) coexistem numa luta indefinida.
As ideias de criação, pecado, queda, eternidade, mal e sofrimento são retiradas dos contos bíblicos, onde Pareyson encontra o aparelho simbólico que melhor expressa a condição da existência.

## Selecção das principais obras
- La filosofia dell'esistenza e Karl Jaspers (1940), Casale Monferrato, 1983.
- Studi sull'esistenzialismo, Firenze, 1943.
- Esistenza e persona, Genova, (1950),(1960), 1966.
- L'estetica dell'idealismo tedesco, Torino, 1950.
- Estetica. Teoria della formatività, Milano, 1954, 1988. (nuova ed.)
- Conversazioni di estetica, Milano, 1966.
- Verità e interpretazione, Milano, 1971.
- Schelling, Milano, 1975.
- Essere, Libertà, Ambiguità, Milano, 1998.
- Ontologia della Libertà, Torino, (1995), 2000.